# 이승민 (1992년)
이승민(1992년 7월 13일 ~ )는 대한민국의 전 축구 선수로, 포지션은 미드필더였다.